# Rondeletia venosa
Rondeletia venosa är en måreväxtart som beskrevs av August Heinrich Rudolf Grisebach. Rondeletia venosa ingår i släktet Rondeletia och familjen måreväxter. Inga underarter finns listade i Catalogue of Life.